# Jerebeankî, Vasîlivka
Jerebeankî (în ucraineană Жереб`янки) este un sat în comuna Peatîhatkî din raionul Vasîlivka, regiunea Zaporijjea, Ucraina.

## Demografie
Componența lingvistică a localității Jerebeankî
     Ucraineană (93,79%)
     Rusă (6,21%)
Conform recensământului din 2001, majoritatea populației localității Jerebeankî era vorbitoare de ucraineană (93,79%), existând în minoritate și vorbitori de rusă (6,21%).